# Interoperabilidade
Interoperabilidade é a capacidade de um sistema (informatizado ou não) de se comunicar de forma transparente (ou o mais próximo disso) com outro sistema (semelhante ou não). Para um sistema ser considerado interoperável, é muito importante que ele trabalhe com padrões abertos ou ontologias. Seja um sistema de portal, seja um sistema educacional ou ainda um sistema de comércio eletrônico, ou e-commerce, hoje em dia se caminha cada vez mais para a criação de padrões para sistemas.

## História
Em meados da década de 90, foi desenvolvido de uma forma dependente, uma forma de armazenar, recuperar e processar dados, pois algumas ilhas espacias dificultavam o compartilhamento dos dados, funcionalidades e poder de processamento. Foram utilizados conversores de dados; os arquivos de um determinado fabricante eram convertidos para um determinado formato, que outro fabricante pudesse ler.
Esse processo surgiu da necessidade de trocar informações, dados e repassar arquivos, a partir de fabricantes diferentes. O grande sucesso desse meio se dá pela simplicidade dos protocolos que são utilizados e na capacidade da distribuição da informação através dessas redes heterogêneas.
A popularidade da internet facilita a troca dessas informações e dados, e o desenvolvimento dessas técnicas na Rede; serviços que são de benefício para ambos os lados(para quem envia e para quem recebe).

## Tipos de interoperabilidade
Na área da tecnologia de informação a interoperabilidade é a troca de informações e/ou dados através de computadores. Interoperabilidade é também a capacidade de comunicar, executar programas através de várias unidades funcionais, utilizando-se de linguagens e protocolos comuns.
A Interoperabilidade tem várias faces, a interoperabilidade técnica é, talvez, o sistema mais responsável por manter os sistemas de informação interoperáveis, mas existem outros conceitos importantes para o nosso conhecimento:
- Interoperabilidade técnica

É o contínuo desenvolvimento de padrões de comunicação, transporte, armazenamento e representação de informações, através do envolvimento de um conjunto de organizações. É de competência da TI facilitar a convergência de padrões, onde seja possível ter um conjunto de padrões no sistema em benefício da comunidade.
- Interoperabilidade semântica

É o significado ou semântica das informações de diferentes origens, é solucionada através de ferramentas comuns de representação da informação, como classificação e ontologias.
- Interoperabilidade política/humana

É de enorme importância a forma que as informações são disseminadas e a decisão de torná-las disponíveis é fundamental à organização (para equipes envolvidas e para os usuários). Políticas públicas devem existir para resolver os problemas da exclusão digital, lutar pela democratização do acesso, e pelos programas de educação a distância.
A falta de interoperabilidade humana esta relacionada à falta de compreensão ou de entendimento entre os homens a respeito de um tema. Um exemplo deste fenômeno é a resistência de alguns dirigentes de universidades ou mesmo da área governamental em adotar as iniciativas do acesso livre ao conhecimento científico. Um outro exemplo, ainda na área governamental, diz respeito ao empreendimento de uma mesma ação na mesma área ou setor.
- Interoperabilidade intercomunitária

Muitas informações são escritas todos os dias e uma grande parte delas não tem compromisso com a verdade, são muitas fontes e não há controle. Nas áreas de pesquisa essa problemática é ainda maior, é muito importante a criação de fóruns para discussão.
- Interoperabilidade legal

São exigências e implicações legais de tornar livremente disponíveis itens de informação.
- Interoperabilidade internacional

É necessário conduzir bem a língua, atentar as diferenças linguisticas, normas e padrões.
- Interoperabilidade organizacional

Envolve a edição de processo das organizações que tenham objetivos e metas que envolvam a cooperação do grupo.

## Interoperabilidade e Governo Eletrônico
A interoperabilidade envolve um campo extenso: a administração pública, os poderes do Estado, o relacionamento com a sociedade, o governo, a sociedade civil, e todo e qualquer indivíduo ou organização que utiliza-se da troca de dados e informação.
O governo eletrônico baseia-se nos padrões da interoperabilidade para a realização de projetos. A programação encontrada no governo eletrônico contém informações que fazem ligação direta com organizações, instituições e órgãos.
A interoperabilidade conquistou as agendas governamentais. O Governo norte-americano, britânico, canadense, australiano e neozelandês têm investido novas políticas a favor da interoperabilidade. As tecnologias da informação e Comunicação são a base desse dinamismo, a partir dessa nova técnica houve muita agilidade nas empresas, não é necessário o deslocamento para resolver certas pendências ou esclarecer dúvidas frequentes, o atendimento é facilitado e ágil.
A interatividade entre a empresa e o cidadão é muito importante, a agenda de serviços interoperáveis de governo eletrônico foi um importante avanço latino-americano. Um conjunto de serviços interoperáveis foi definido na Comunidade Européia. Essa seleção de serviços foi muito significativa:
- Imposto de renda: declaração e notificação;
- Busca de emprego;
- Contribuições à seguridade social;
- Documentos pessoais (passaporte e licença de motorista);
- Registro de automóvel;
- Registros de roubos ou assaltos;
- Licença para construção de imóvel;
- Livrarias públicas (catálogos e ferramentas de busca);
- Certidões;
- Matrícula no ensino médio e superior;
- Comunicação de mudança;
- Serviços de saúde.

E os serviços direcionados aos negócios:
- Contribuição social do empregador;
- Impostos corporativos;
- Imposto sobre valor agregado;
- Registro de criação de empresa;
- Encaminhamento de dados estatísticos;
- Declaração de aduana;
- Licenças ambientais;
- Compras Governamentais.